# Carbocernaite
La carbocernaite è un minerale.

## Abito cristallino
Random